# Abklingkonstante
Die Abklingkonstante, auch Dämpfungskonstante oder Abklingkoeffizient,  ist bei linearen Schwingungssystemen mit einem Freiheitsgrad das Produkt aus ungedämpfter Eigenkreisfrequenz {\displaystyle \omega _{0}} und Lehrscher Dämpfung {\displaystyle D}.
{\displaystyle \delta =\omega _{0}\cdot D\quad {\text{mit}}\quad \left|D\right|<1}
Der Zeitverlauf einer linearen Schwingung kann durch die Gleichung:
{\displaystyle x(t)=x_{0}\,e^{-\delta t}\sin(\omega _{d}\,t+\varphi _{0})\quad {\text{mit}}\quad \omega _{d}=\omega _{0}\,{\sqrt {1-D^{2}}}}
beschrieben werden. Bei positivem Vorzeichen der Abklingkonstanten klingt die Schwingung ab, bei negativem Vorzeichen nimmt die Amplitude der Schwingung exponentiell zu.
Bei einer gedämpften Schwingung ({\displaystyle \delta >0}) ist die Amplitude etwa nach der Zeit {\displaystyle t_{\text{ü}}={\frac {3}{\delta }}} auf unter 5 % der Ausgangsamplitude abgeklungen.
Bei gemessenen Sprungantworten beliebiger Schwingungssysteme kann die Abklingkonstante näherungsweise aus dem logarithmischen Dekrement {\displaystyle \Lambda } und der Periodendauer {\displaystyle T_{\mathrm {d} }} berechnet werden.
{\displaystyle \delta ={\frac {\Lambda }{T_{\mathrm {d} }}}}
Das logarithmische Dekrement berechnet sich aus zwei Amplituden, die um die Schwingungsdauer entfernt liegen. Bei linearen Systemen reichen zwei Amplituden aus. Bei schwach nichtlinearen Systemen sollte über mehrere logarithmische Dekremente gemittelt werden. Bei stark nichtlinearen System ist es besser die Zeit zu ermitteln, bis die Amplitude in einen Streifen um ± 5 Prozent des Stationärwerts eingetreten ist.
{\displaystyle \Lambda =\ln {\frac {A(t)}{A(t+T_{\mathrm {d} })}}}
Systeme mit PT1-Verhalten, z. B. die Hintereinanderschaltung einer Feder und eines Dämpfers werden durch die Differentialgleichung
{\displaystyle T_{1}\cdot {\dot {y}}(t)+y(t)=x(t)}
beschrieben. Die Zeitkonstante {\displaystyle T_{1}} ist der Kehrwert der Abklingkonstanten.